# Ampedus tristis
Espèce
Ampedus tristis est une espèce de taupins du genre Ampedus que l'on trouve sur les vieux pins et les arbres tombés des forêts de pins de certaines régions d'Europe du Nord, de Scandinavie et d'Écosse, jusqu'en Russie européenne et en Sibérie occidentale. Elle a été décrite par Carl von Linné dans son Systema naturae en 1758 sous le nom d'Elater tristis.

## Description
Ce petit coléoptère de la famille des élatéridés mesure de 8 à 9 millimètres en moyenne. La tête et le pronotum sont noirs, tandis que les élytres, épais et chitineux, sont noirs avec les bords de couleur d'un jaune fauve et deux taches ovales opposées d'un jaune fauve sur la partie antérieure. Les pattes sont d'un brun jaunâtre. Les élytres et le dessous du corps sont recouverts d'une dense pilosité noire ou marron foncé. La tête est prognathe, encastrée dans le prothorax, avec un œil hémisphérique de chaque côté de la capsule céphalique. Elle dispose d'un appareil buccal de type broyeur aux mandibules bifides.
Les antennes noires sont plus larges à partir du quatrième article sur les onze que possède cette famille. Le pronotum se prolonge en deux pointes latérales (une de chaque côté) dans sa partie postérieure, comme chez tous les élatéridés.
Les pattes sont recouvertes de poils fins et composées de cinq articles. Le tarse est terminé par deux griffes.
Les larves vivent de trois à six ans sous les vieux pins en décomposition.

## Taxonomie
Synonymes
- Elater tristis Linnaeus, 1758
- Elater lateralis Fabricius, 1794